# Cheilosia morio
Cheilosia morio (лат.) — вид двукрылых семейства журчалок, рода скулатки, подрода Neocheilosia.

## Описание
Мухи длиной 7-9,5 мм. Глаза в коричневатых волосках. У самцов глаза соприкасаются сверху, передний угол между ними 120°-130°. Лоб вздутый, со срединной бороздой, проходящей по всей длине, скрытой слабым опылением, с длинными, торчащими чёрными волосками. Глазковый треугольник равносторонний, с длинными чёрными волосками. Лицо широкое, по бокам с длинными чёрными волосками, распространяющимися от уровня основания усиков к уровню лицевого бугорка. Усиковые ямки разделены. Лунула темно-коричневая или чёрная. Усики обычно чёрные, педицел (второй членик) может быть иногда красноватым. Третий членик усиков почти круглый, обычно бархатисто-чёрный, но у некоторых особей может быть частично или полностью красноватым. Ариста обычно чёрная, но иногда более или менее красноватая. Волоски на аристе намного короче максимальной её толщины. Среднеспинка слабо коричневатая, опушенная, спереди с парой контрастных субмедиальных бледных опушенных полос, которые у некоторых особей сливаются в соединённую опушенную область. Волоски на среднеспинке и щитке длинные чёрные, торчащие, примерно одинаковой длины. Заднегрудь в волосках. Мембрана крыла полностью покрыты микротрихиями, более или менее коричневатая, особенно в передней половине. Жилки тёмные. Ствол радиальных жилок обычно с несколькими тёмными щетинками. Жужжальца с коричневатым стебельком и чёрной головкой. Бёдра передних и задних ног чёрные, бёдра средних ног красноватые у основания или до базальной трети. Четвёртый и бока 1-3 тергитов брюшка слегка блестящие, тергиты в центральной части 2-3 тергитов бархатисто-черные. Стерниты умеренно блестящие, слабо серовато-коричневые с опушением, с чёрными волосками.
Личинки белые или немного желтоватые длиной до 11 мм. Тело покрыто шипиками различной формы и длины. Последние два сегмента значительно уже и длиннее остальных и лишены шипиков.

## Биология
Личинки развиваются в смоле пихты и ели, вытекающей после повреждения короедами. Питаются камбием, смолой или бактериями, развивающимся в смоле. Зимуют на стадии личинки. Мухи летают в апреле и мае, питаются на цветках ив и лютиков.

## Распространение
Встречается в Норвегии, Швеции, Финляндии, Германии, Швейцарии, Австрии, Польше, Чехии, Франции, Греции, Италии, Черногории, Словакии, севере Европейской части России, Якутии и Республике Алтай